# Русакова (Пишминський міський округ)
Руса́кова (рос. Русакова) — присілок у складі Пишминського міського округу Свердловської області.
Населення  — 141 особа (2010, 174 у 2002).
Національний склад станом на 2002 рік: росіяни  — 94 %.
У селі народився Герой Соціалістичної Праці — Ялухін Матвій Петрович.